# Барбари (хлеб)

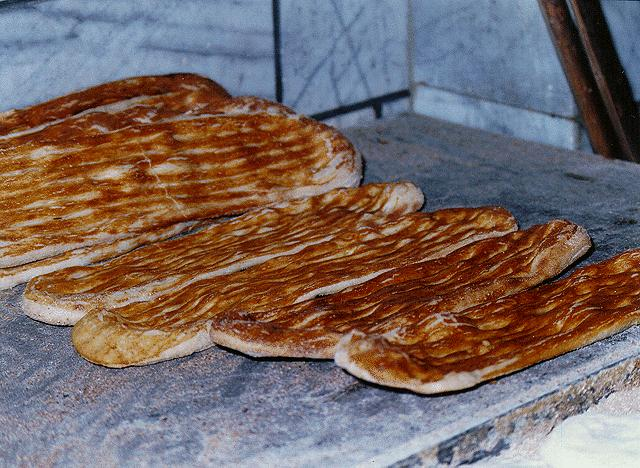
Барбари

Барбари (перс. نان بربری‎ nân-e barbari) — один из видов иранской лепешки. Очень популярен в Иране и Азербайджане. Сверху посыпается кунжутом или черным тмином. Примечательной характеристикой хлеба является его верхняя корочка, похожая на корочку кренделей или булочек с щелочью из-за реакции Майяра, которая происходит во время выпечки. 
Хлеб имеет плоскую овальную форму и является самым толстым из всех местных разновидностей лепёшек. Как правило, лепёшка имеет длину 70-80 см, а ширину 25-30 см.
Это самый распространенный вид хлеба в Иране. Его подают во многих ресторанах с сыром Лигван из овечьего молока, похожим на сыр фета.

## Этимология
По мнению Али Акбара Дехходы, этот хлеб был заимствован персами у хазарейцев. Барбари — устаревшее персидское название народа хазарейцев, проживающего в иранском Хорасане. Хлеб барбари впервые испекли хазарейцы и привезли в Тегеран, где он стал популярным во времена династии Каджаров. Хазарейцев больше не называют барбари (то есть выходцами с Востока), или варварами. Но хлеб по-прежнему называют «нан-э барбари» в Иране, в то время как хазарейцы называют его «нан-э танури» («хлеб из тандыра»).

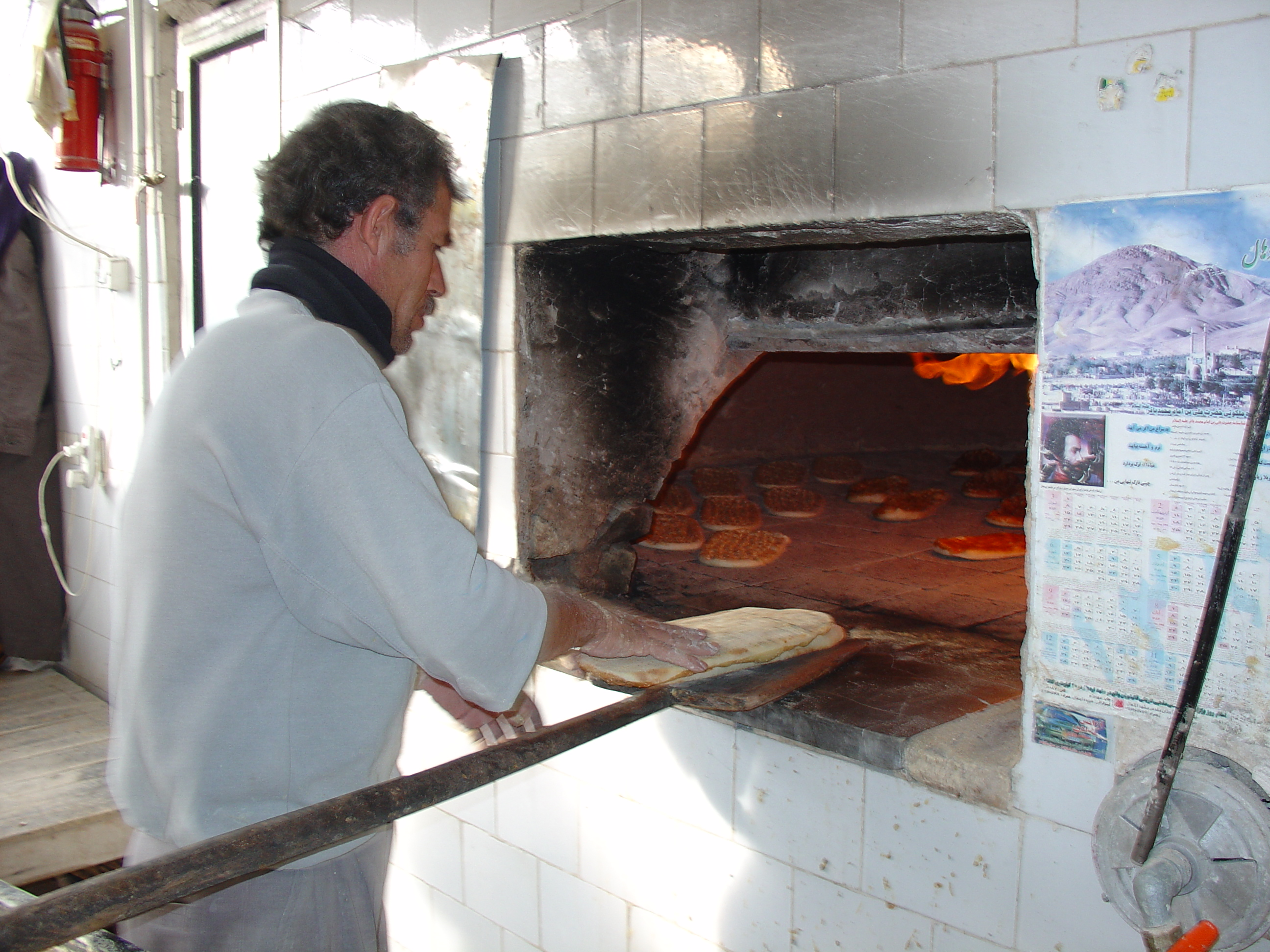
Пекарь печет хлеб барбари в традиционной печи